# Schlacht bei Montenotte
1792

Porrentruy – Marquain – Quiévrain – Verdun – Thionville – Valmy – Lille – Mainz (1792) – Jemappes
1793

Aldenhoven I – Namur – Neerwinden – Mainz (1793) – Famars – Valenciennes (1793) – Arlon (1793) – Hondschoote – Meribel – Avesnes-le-Sec – Pirmasens – Toulon – Fontenay-le-Comte – Cholet – Lucon – Trouillas – Dünkirchen – Le Quesnoy – Menin I – Wattignies – Weißenburg I – Biesingen – Kaiserslautern I – Weißenburg II
1794

Boulou – Landrecis – Menin II – Mouscron – Martinique – Guadeloupe – Tourcoing – Tournai – Kaiserslautern II – San-Lorenzo de la Muga – 13. Prairial – Fleurus – Kaiserslautern III – Vosges – Aldenhoven II
1795

Cornwallis’ Rückzug – Genua – Groix – Hyeres – Handschuhsheim – Mainz (1795) – Mannheim – Loano
1796

Montenotte – Millesimo – Dego – Mondovì – Lodi – Borghetto – Castiglione – Mantua – Siegburg – Altenkirchen – Wetzlar – Kircheib – Kehl – Kalteiche – Friedberg  – Malsch – Neresheim – Sulzbach – Deining – Amberg – Würzburg – Neufundland – Rovereto – Bassano – Limburg – Biberach I – Emmendingen – Schliengen – Caldiero – Arcole – Irland
1797

Fall von Kehl – Rivoli (1797) – St. Vincent – Diersheim – Santa Cruz – Neuwied – Camperduin
Die Schlacht von Montenotte fand am 12. April 1796 beim Dorf Montenotte (im Nordwesten Italiens) im Rahmen des Italienfeldzugs während der Koalitionskriege zwischen der französischen Armee unter Napoléon Bonaparte und den Armeen des Königreichs Sardinien und Österreichs unter dem Oberbefehl von General Jean-Pierre de Beaulieu statt und endete in einem französischen Sieg.

## Vorgeschichte
Als Bonaparte kurz nach seiner Ernennung zum Oberbefehlshaber der französischen Italienarmee (Armée d’Italie) am 27. März in Nizza seinen Posten besetzte, war die Armee in einem erbärmlichen Zustand. Von der durch das Kriegsministerium veranschlagten Truppenstärke von 106.000 Mann waren viele gestorben, gefangen genommen worden oder waren desertiert. Die 31.000 verbleibenden Soldaten, 28.000 Infanteristen und 3.000 Kavallerieeinheiten, waren schlecht ernährt, schlecht gekleidet und schlecht bewaffnet. Sie verfügten nur noch über 30 Kanonen und 500 Maultiere für den Transport und den Nachschub.
Auf der Gegenseite verfügte das österreichische Heer in Oberitalien über 42 Bataillone und 44 Schwadronen, während die sardischen Truppen 30.000 Mann, zuzüglich 2.000 neapolitanischer Reiter, zählten; dies führte zu einer Gesamtstärke der österreichisch-sardinischen Truppen in Oberitalien von rund 80.000 Mann und 200 Geschützen.

## Die Schlacht
General Bonaparte, der entlang der ligurischen Küste vorgerückt war, trieb einen Keil zwischen die österreichischen Kräfte unter General Beaulieu und die sardischen Kräfte unter Graf Mercy-Argenteau. Beim Angriff auf die sardische Armee bei Montenotte befahl er dem General de Laharpe einen Frontalangriff auf den Gegner, während er gleichzeitig General Massena den rechten Flügel angreifen ließ. Der Versuch des Grafen Argenteau, den Angriff zu stoppen, schlug aufgrund seiner verspäteten Entscheidung fehl und der Großteil der verbündeten Truppen wurden zerstreut oder gefangen genommen. Die Schlacht war der erste Sieg von Napoleon im Italienfeldzug.

## Bemerkenswertes
Berühmt geworden ist die Schlacht auch durch den Ausspruch Napoleons Ma noblesse date de Montenotte („Mein Adel stammt von Montenotte her“), worin der historische Wandel vom Erblichkeits- zum Leistungsprinzip als öffentlich anerkannter Legitimationsgrundlage politischer Gewalt exemplarisch zum Ausdruck kommt.